# Markus Karlsson
Markus Karlsson, né le 20 janvier 2004 à Stockholm en Suède, est un footballeur suédois qui évolue au poste d'arrière droit à l'Hammarby IF.

## Biographie

### En club
Né à Stockholm en Suède, Markus Karlsson commence le football à l'âge de cinq ans par avec le club d'Hammarby IF, où il fait toute sa formation de footballeur. Le 22 décembre 2021 il signe son premier contrat professionnel avec le club, d'une durée de trois ans. Karlsson commence toutefois sa carrière professionnelle avec l'équipe réserve du club, l'Hammarby Talang FF (en), en troisième division suédoise, où il est prêté entre 2022 et 2023. Il joue ainsi son premier match lors d'une rencontre de championnat le 2 avril 2022, contre le Gefle IF. Il est titularisé et son équipe s'incline par un but à zéro.
Il joue son premier match avec l'équipe première d'Hammarby le 25 février 2023, à l'occasion d'une rencontre de coupe de Suède face au Norrby IF. Il entre en jeu et son équipe s'impose par trois buts à deux ce jour-là,.
Après s'être imposé comme un joueur régulier de l'équipe première, Karlsson prolonge son contrat avec Hammarby le 10 août 2023, étant désormais lié au club jusqu'en décembre 2027.

### En sélection
Markus Karlsson représente l'équipe de Suède des moins de 18 ans avec laquelle il joue un total de cinq matchs entre 2021 et 2022.
En septembre 2023, Karlsson est convoqué pour la première fois avec l'équipe de Suède espoirs par le sélectionneur Daniel Bäckström. Il joue toutefois son premier match avec les espoirs plus d'un an plus tard, le 14 novembre 2024,à l'occasion d'un match amical face à l'Irlande. Il entre en jeu à la place de Wilmer Odefalk et son équipe l'emporte par deux buts à zéro.